# Epidendrum revertianum
Epidendrum revertianum là một loài thực vật có hoa trong họ Lan. Loài này được (Stehlé) Hágsater mô tả khoa học đầu tiên năm 1993.